# Marquesado de Villa-Huerta
El marquesado de Villa-Huerta es un título nobiliario español creado por la reina regente María Cristina de Habsburgo Lorena y concedido, en nombre del rey Alfonso XIII, a Antonio María del Valle y Serrano el 21 de junio de 1886 por real decreto y el 31 de julio del mismo año por real despacho.
Su denominación hace referencia a la localidad soriana de Santa María de Huerta, donde estos marqueses tenían su casa-palacio, hoy pendiente (desde el 21 de enero de 1983) de ser declarado Bien de Interés Cultural.

## Marqueses de Villa-Huerta

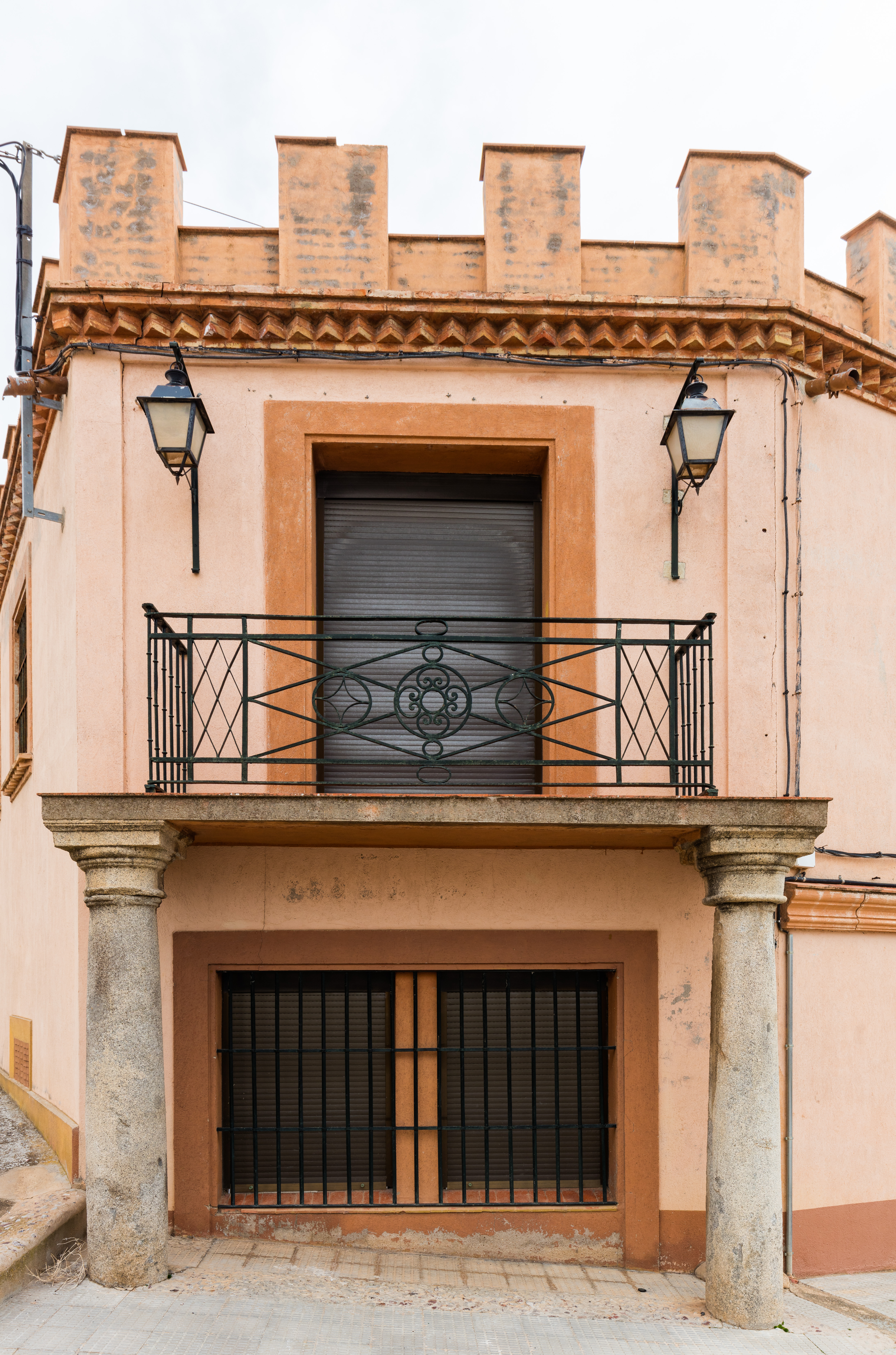
Casa-palacio de la marquesa de Villa-Huerta, en Santa María de Huerta, provincia de Soria.

|                                     | Titular                             | Periodo                             |
| Creación por Alfonso XIII de España | Creación por Alfonso XIII de España | Creación por Alfonso XIII de España |
| ----------------------------------- | ----------------------------------- | ----------------------------------- |
| I                                   | Antonio María del Valle y Serrano   | 1886-1900                           |
| II                                  | Amelia del Valle y Serrano          | 1900-1927                           |
| Título suprimido                    |                                     |                                     |

## Historia de los marqueses de Villa-Huerta
Sus titulares fueron:
- Antonio María del Valle y Serrano Angelín Cerver Cano y Soler (m. 1900), I marqués de Villa-Huerta. Era hijo de Antonio María del Valle y de Inocencia Serrano y Cerver. Después de enviudar, su madre contrajo segundas nupcias con Enrique de Aguilera y Gamboa, X conde de Alcudia, XVII marqués de Cerralbo, y conde de Villalobos.[3] Le sucedió su hermana:

- Amelia del Valle y Serrano (1850-1927), II marquesa de Villa-Huerta.

El 21 de septiembre de 1965 (BOE del 29 de septiembre), María del Carmen Serrano Berea solicitó la rehabilitación del título. Al haber transcurrido más de cuarenta años desde el fallecimiento de la última poseedora, el título está suprimido y no es posible solicitar su rehabilitación.